# Báo tường

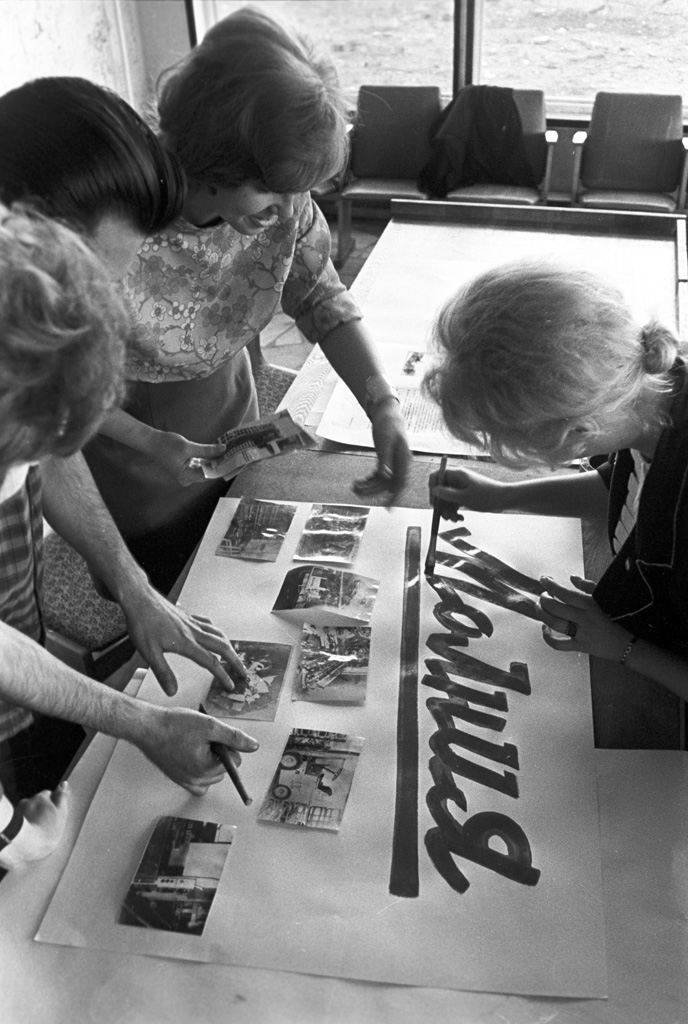
Nhân viên hãng AZLK (Liên Xô cũ) đang trong quá trình thiết kế báo tường cho nhà máy

Báo tường (tiếng Anh: wall newspaper; chữ Hán: 壁报, bính âm /bì bào/; Hán-Việt: bích báo) bao gồm những bài viết, tranh vẽ được trình bày trên giấy có khổ lớn để treo trên tường nhằm truyền tải những thông tin có tính chất nội bộ trong khuôn khổ một cơ quan, tổ chức, trường học… nào đó.
Báo tường thường được làm thủ công, viết và vẽ bằng tay, các bài viết thường là những bài viết ngắn, trình bày lô-gích, hình ảnh theo chủ đề. Báo tường thường được trình bày trong các trại hè, lễ kỷ niệm, đợt huấn luyện....